# Józef Głowa
Józef Głowa (ur. 20 lutego 1953 w Dukli) – polski polityk, przedsiębiorca, poseł na Sejm IV kadencji.

## Życiorys
W 1971 ukończył Zasadniczą Szkołę Zawodową w Krośnie (mechanika pojazdów). W latach 80. prowadził gospodarstwo ogrodnicze. Następnie prowadził własną działalność gospodarczą. Zarządzał sklepem i siecią wypożyczalni kaset wideo. Od 1998 jest właścicielem zajazdu „Galicja” w Dukli. W latach 1994–1998 zasiadał w radzie gminy Dukla. W 2002 został członkiem zarządu klubu sportowego „Przełęcz Trans Bieszczady”.
Pełnił funkcję posła IV kadencji, wybranego z listy Samoobrony RP w okręgu krośnieńskim – otrzymał 3733 głosy. Zasiadał w Komisji Gospodarki oraz w Komisji Rolnictwa i Rozwoju Wsi. W marcu 2002 odszedł z partii i wstąpił do Partii Ludowo-Demokratycznej. Od września 2004 do lutego 2005 należał do klubu parlamentarnego Unii Pracy, a następnie został posłem niezrzeszonym.
W wyborach parlamentarnych w 2005 nie ubiegał się o reelekcję – powrócił do pracy zawodowej. W 2010 został prezesem regionu podkarpackiego Partii Regionów. Z jej rekomendacji bez powodzenia kandydował na burmistrza Dukli (otrzymał 8,24% głosów) oraz na radnego sejmiku podkarpackiego z listy Sojuszu Lewicy Demokratycznej. W 2014 ubiegał się o mandat radnego powiatu krośnieńskiego z ramienia PSL, w 2018 kandydował na radnego Dukli.

## Życie prywatne
Jest żonaty, ma dwoje dzieci.